# Аралкольський сільський округ
Аралко́льський сільський округ (каз. Аралкөл ауылдық округі, рос. Аралкольский сельский округ) — адміністративна одиниця у складі Камистинського району Костанайської області Казахстану. Адміністративний центр — село Аралколь.
Населення — 162 особи (2021; 737 у 2009, 2175 у 1999, 3841 у 1989).
Станом на 1989 рік існували Аралкольська сільська рада (селища Аралколь, Аралколь № 1, Шаштараз, Шоптиколь) та Уркаська сільська рада (селища Булек, Жолшара, Слусари, Тауксор, Уркаш), з 1993 року Бестауський сільський округ та Уркаський сільський округ. Після 1999 року Бестауський сільський округ перетворено в Аралкольську сільську адміністрацію. Село Жолшара ліквідовано 2009 року, Уркаський сільський округ перетворено в Уркаську сільську адміністрацію, село Тауксор — 2014 року. 2019 року утворено Аралкольський сільський округ шляхом об'єднання Аракольської сільської адміністрації та Уркаської сільської адміністрації.

## Склад
До складу адміністрації входять такі населені пункти:
| Населений пункт  | Старі назви | Населення, осіб (1989) | Населення, осіб (1999) | Населення, осіб (2009) | Населення, осіб (2021) |
| ---------------- | ----------- | ---------------------- | ---------------------- | ---------------------- | ---------------------- |
| Аралколь, село   | -           | 1726                   | 1214                   | 430                    | 92                     |
| Аралколь 1, село | Аралколь №1 | 102                    | 19                     | -                      | -                      |
| Булек, село      | -           | 67                     | 0                      | -                      | -                      |
| Жолшара, село    | -           | 148                    | 66                     | -                      | -                      |
| Слусари, село    | -           | 151                    | 0                      | -                      | -                      |
| Уркаш, село      | -           | 1248                   | 549                    | 297                    | 69                     |
| --Тауксор, село  | -           | 170                    | 68                     | 10                     | 1                      |
| Шаштараз, селище | -           | 56                     | -                      | -                      | -                      |
| Шоптиколь, село  | -           | 173                    | 259                    | -                      | -                      |